# برت کونترمن
برت کونترمن (هلندی: Bert Konterman؛ زادهٔ ۱۴ ژانویهٔ ۱۹۷۱) یک بازیکن فوتبال اهل هلند است.

## تیم ملی
وی همچنین در تیم ملی فوتبال هلند بازی کرده است.